# Jan Achacy Kmita
Jan Achacy Kmita, död 1624, var en polsk poet.
Kmita var tjänsteman vid saltgruvorna i Bochnia i Galizien. Han översatte Vergilius "Bucolica" och delar av "Aeneiden", skrev en hyllningsdikt vid Sigismund III:s ankomst till Polen (Psalma przyjazdu Zygmunta III, 1587), den efter "Batrachomachia" efterbildade komiska hjältedikten Spitamegeranomachia, full av satiriska hänsyftningar på samtida förhållanden (1595; ny upplaga 1897), och gav i Morocosmea Babińskie (1617) intressanta upplysningar om den så kallade Babinska republiken. Dessutom författade han många mot de polska judarna riktade satirer, varav Brev från de polska judarna till Messias utgick i flera upplagor.